# Thamnoldenlandia
Thamnoldenlandia es un género monotípico de plantas con flores de la familia Rubiaceae. Su única especie: Thamnoldenlandia ambovombensis, se encuentra en Madagascar.

## Descripción
Es un arbusto que se encuentra en los matorrales de la región subárida de Madagascar en la Provincia de Toliara.

## Taxonomía
Thamnoldenlandia ambovombensis fue descrita por Inge Groeninckx y publicado en Botanical Journal of the Linnean Society 163(4): 458–461, fig. 3I–L, 4G–I, 5C, 7, 8. 2010. 